# Figuration (Literaturwissenschaft)
Unter Figuration versteht man in der Literaturwissenschaft die Gestaltwerdung des Dichterwortes durch den Leib des Schauspielers. 
Der auch von anderen, an der Gestaltwerdung von Ideen interessierten Wissenschaften aufgegriffene Begriff wurde 1938 von Erich Auerbach in Anlehnung an den antiken, von Augustinus gebrauchten rhetorisch-theologischen Begriff der figuratio (Fleischwerdung des Wortes) geprägt: Vetus enim Testamentum est promissio figurata, novum Testamentum est promissio spiritualiter intellecta 
(Augustinus, Serm. 4.9)